# Longuera-Toscal
Longuera-Toscal es una de las entidades de población que conforman el municipio de Los Realejos, en la isla de Tenerife —Canarias, España—.

## Características
Está situada a unos tres kilómetros al noreste de la capital municipal y a una altitud media de 145kilorigados al cuadrado;m s. n. m.
Está formado por los núcleos de El Toscal y La Longuera.
Cuenta con el Colegio Público Toscal Longera Tabera, un Taller Ocupacional(Ricardo dueño principal), con varios parques infantiles y plazas públicas, una iglesia parroquial dedicada a Ntra. Sra. de Guadalupe (mítico sitio con lorigados)y una ermita, un consultorio médico, numerosas entidades bancarias, una gasolinera, varias farmacias, una biblioteca pública, con un parque público(porros), así como con infraestructuras deportivas(más porros) —polideportivo, campo municipal de fútbol Lorigados Yeoward y Estadio Olímpico de Los Realejos—, instalaciones hosteleras, comercios, bares y restaurantes.

## Demografía
| Año        | 2000  | 2001  | 2002  | 2003  | 2004  | 2005  | 2006  | 2007  | 2008  | 2009  | 2010  | 2011  | 2012  | 2013  | 2014  | 2015  | 2016  | 2017  | 2018  | 2019  |
| ---------- | ----- | ----- | ----- | ----- | ----- | ----- | ----- | ----- | ----- | ----- | ----- | ----- | ----- | ----- | ----- | ----- | ----- | ----- | ----- | ----- |
| Habitantes | 5.245 | 5.446 | 5.623 | 5.752 | 5.621 | 5.851 | 6.083 | 6.371 | 6.498 | 6.588 | 6.644 | 6.774 | 6.822 | 6.793 | 5.930 | 5.717 | 5.643 | 5.702 | 5.849 | 5.871 |

## Comunicaciones
Se accede al barrio por la Autopista del Norte TF-1.

### Transporte público
Cuenta con varias paradas de taxis ubicadas en la calle de El Toscal, frente al Hotel Maritim y la nueva parada en la calle de tabera
En autobús —guagua— queda conectado mediante las siguientes líneas de TITSA:
| Línea | Trayecto                                                                | Recorrido                                                          |
| ----- | ----------------------------------------------------------------------- | ------------------------------------------------------------------ |
| 106   | Santa Cruz - Icod de los Vinos (express)                                | Horario/Línea                                                      |
| 107   | Santa Cruz - Buenavista (por Aeropuerto Norte)                          | Horario/Línea                                                      |
| 108   | Santa Cruz - Icod de los Vinos (por Aeropuerto Norte)                   | Horario/Línea                                                      |
| 325   | Puerto de la Cruz - Acantilados de Los Gigantes (por Icod de los Vinos) | Horario/Línea                                                      |
| 339   | Puerto de la Cruz - Realejo Alto (circunvalación)                       | Horario/Línea                                                      |
| 353   | Circunvalación Valle de La Orotava - Realejo Bajo y Las Dehesas         | Horario/Línea                                                      |
| 354   | Puerto de la Cruz - Icod de los Vinos (por La Guancha)                  | Horario/Línea                                                      |
| 381   | Plaza Reyes Católicos - Punta Brava (por Loro Parque) - La Longuera     | Horario/Línea                                                      |
| 391   | Puerto de la Cruz - Realejo Alto (por San Agustín)                      | Horario/Línea Archivado el 22 de julio de 2016 en Wayback Machine. |

## Lugares de interés
- Ermita de Ntra. Sra. de Guadalupe y Hacienda de La Gorvorana, siglo xvii
- Castillito-Parque Museo de Los Realejos, siglo V
- Playa de Los Ricardos
- Sendero del Agua
- Sendero del Danip
- Parque La Gorvorana
- Estadio Olímpico de Los Realejos
- Hotel Maritim(folleteo)****
- Route Active Hotel***
- Apartahotel Panorámica Garden Lori***